# Новые красные бригады
Новые красные бригады (итал. Nuove Brigate Rosse) — журналистское клише, описывающее весь спектр появившихся в 2000-х годах итальянских леворадикальных организаций, использующих методы городской герильи.

## История
В мае 1999 года был убит советник Министерства труда Италии Массимо Д'Антона. В марте 2002 года в Болонье был застрелен советник министра труда, создатель программы реформирования итальянского рынка труда Марко Бьяджи. Оба советника были убиты из одинакового оружия. В обоих случаях ответственность за убийство взяли на себя «Новые красные бригады».     
В 2007 году в ходе полицейской операции властям удалось арестовать 15 членов организации, планировавшей покушение на бывшего в то время премьер-министром Италии Сильвио Берлускони. Несколько задержанных заявили о желании воссоздать «Красные бригады» и возобновить вооружённую борьбу против властей. Радикалы также безуспешно пытались подорвать казарму десантной части в Ливорно.   
Тогда же журналисты заговорили о «возвращении „Красных бригад“». Согласно официальной позиции руководства Италии, между современными леворадикальными движениями и боевой организацией, действовавшей в 70-х годах XX века, нет прямой связи. 

## Руководство и численность
Считается, что общее число членов «бригад» составляет несколько десятков человек. По некоторым данным, в начале нулевых они искали поддержки среди белых воротничков. «Бригадисты» считают основными врагами пролетариата специалистов по трудовому законодательству, пытающихся изменить систему трудоустройства, в частности 18-ю статью Трудового кодекса Италии, запрещающую увольнять сотрудников без доказательства их вины. Есть мнение, согласно которому активность радикалов была вызвана социальным кризисом, безработицей. При этом сторонники новых «бригад» не имеют серьёзной поддержки среди населения.
Предполагается, что организации были созданы несколькими бойцами «Красных бригад». Официальная версия гласит, что как минимум один из руководителей движений находится за решёткой и даёт оттуда распоряжения. Существует портрет одного из лидеров новых бригад: на начало нулевых ему было около 45 лет и он имеет политологическое образование.
Также есть данные о том, что многие современные итальянские левые организации сотрудничают с деятелями Итальянской коммунистической партии и партией «Коммунистическое Возрождение». Особо усилились «бригады» во время правления левых, закрывавших глаза на деятельность радикалов.